# Тупяргас
Тупяргас (баш. Төпәрғоҫ) — река в России, протекает в Бурзянском и Баймакском районах Башкортостана. Устье реки находится в 51 км по правому берегу реки Бетеря. Длина реки составляет 13 км. 

## Данные водного реестра
По данным государственного водного реестра России относится к Камскому бассейновому округу, водохозяйственный участок реки — Белая от водомерного поста Арский Камень до Юмагузинского гидроузла, речной подбассейн реки — Белая. Речной бассейн реки — Кама.
По данным геоинформационной системы водохозяйственного районирования территории РФ, подготовленной Федеральным агентством водных ресурсов:
- Код водного объекта в государственном водном реестре — 10010200212111100017423